# Zool
Zool var ett plattformsspel på Amiga som släpptes 1992 av Gremlin Graphics. Uppföljaren Zool 2, släpptes 1993.
Spelaren är en ninja från den Nte dimensionen, och skall rädda Jorden från ondska.